# Свети Николай Мирликийски (Пловдив)
Вижте пояснителната страница за други значения на Свети Николай.
„Свети Николай Мирликийски“ е източноправославна църква, която се намира в район Западен на град Пловдив, България, на кръстовището на булевард „Копривщица“ и улица „Кръстьо Раковски“.

## История
Историята на храма започва в началото на XXI век, когато Кирил Василев, собственик на фирмата „Хелиос Метал“, вижда в украинския град Николаев малък красив храм, посветен на свети Николай Мирликийски Чудотворец. Кирил Василев е впечатлен и решава да изгради в Пловдив реплика на същия храм. Той се обръща към кметството в район „Западен“, което одобрява намерението му и дарява терен за строителството. По препоръка на Негово Високопреосвещенство Пловдивския митрополит Николай размерите на храма са увеличени 2 пъти и половина спрямо оригинала в Николаев. 
Първата копка е направена на 6 декември 2010 г., а строителството започва 4 юли 2011 г. Храмът е построен от „Хелиос Метал Център“ с партньорски фирми. Използвани са сложни конструкции, които правят сградата по-устойчива на земетръс и значително по-лека в сравнение с традиционното монолитно строителство. За пръв път в историята на храмовото строителство в България е издигнат метален купол с диаметър 10,7 метра, тегло 12 тона и височина 5,5 м.
След края на грубото строителство през октомври 2013 година започва външната украса на храма. От юли 2014 година до април 2015 година екип от художници и иконописци изработват стенописите.
Храмът е осветен на 9 май 2015 г. с благословението на Николай Пловдивски.

## Характеристики
Храмът представлява еднокорабна, еднокуполна базилика с височина 22 m и площ от 200 m². При избора на цветовете е използвана руската традиция храмовете отвън да се оцветяват в бяло, синьо и златисто. От външната страна храмът е покрит с 12 cm минерална вата, импрегнирано дърво и 3 пласта хидроизолация. За обшивката на големия купол, както и на четирите по-малки кубета и на купола на камбанарията, е използвана специална, оцветена в синьо и украсена със златни звезди неръждаема ламарина с титаново покритие.
Основният купол е обшит с небесно-сини метални плочки и 36 броя звезди. Монтажът е извършен от украински и руски специалисти. Двуметровите кръстове са изработени и позлатени в работилниците на известния украински манастир Киевско-Печорска лавра. За закрепването им са използвани специализирани уреди като лазерен отвес и компас, за да ориентират хоризонталните части на кръста точно в посока „север-юг“ според изискванията на източноправославния канон. Фасадата е оцветена в бледожълт цвят с бели декоративни елементи. Облицовката е довършена от семейство Андрей и Екатерина Тоцки от Волгодонск.
Подовата настилка е от четири вида гранит, доставен от Китай. Иконостасът е дело от ученици и учители от пловдивската Професионална гимназия по вътрешна архитектура и дървообработване и е с размери 7,25 × 7,50 m и тегло 1,5 тона, като носещата му конструкция е създадена от бял бор, а дърворезбите са изваяни от липа.
До храма се издига 24-метрова камбанария с два вградени часовника. Храмът има 6 камбани, отлети от леярски род Велеганови – най-голямата е 200 килограма, а най-малката – 30 kg. Редът на камбаните – 200, 100, 80, 60, 40 и 30 kg е изчислен така, че да може да се изпълняват традиционните мелодии, приканващи миряните за литургия.
Архитектурният проект е дело на екип с ръководител архитект Илко Николов. Архитектурата на храма е отличена със специалната награда на журито на архитектурния конкурс „Сграда на годината“, проведен в края на 2015 г. 